# Mesures restrictives énergétiques dans le monde maritime
 (novembre 2015).
- Si vous ne connaissez pas le sujet, laissez ce bandeau (vous pouvez alors contacter les auteurs).
- Si vous supprimez le contenu mis en cause (vous pouvez préalablement contacter les auteurs),

argumentez précisément cette suppression dans la page de discussion
(un manque de référence n'est pas un argument ; une recherche réelle de référence doit avoir été effectuée, être formellement documentée).
 (novembre 2015).
Si vous disposez d'ouvrages ou d'articles de référence ou si vous connaissez des sites web de qualité traitant du thème abordé ici, merci de compléter l'article en donnant les références utiles à sa vérifiabilité et en les liant à la section « Notes et références ».
Les mesures restrictives énergétiques dans le monde maritime ont été mises en place afin d'optimiser la consommation d'énergie des navires marchands. 
Pour ce faire, le Energy Efficiency Design Index (EEDI) est obligatoire pour les nouveaux navires construits à partir du 1er janvier 2013 et le Ship Energy Efficiency Management Plan (SEEMP) s'appliquant pour tous les navires sous la convention 62 du Comité pour la Protection de l'Environnement Marin de juillet 2011 depuis l'adoption de l'amendement de Marpol Annexe VI (résolution MEPC.203(62)). 
Ce fut le premier traité juridique sur le changement climatique à être adopté depuis le Protocole de Kyoto.

## Energy Efficiency Design Index (EEDI)[4]
Le EEDI soumet les nouveaux navires à des exigences très strictes et lourdes afin de promouvoir l'utilisation d'équipements et de moteurs efficaces, moins polluants et plus économiques en énergies. Le EEDI requiert une consommation minimale par mille nautique parcouru (tonnes par mille nautique) pour différents types et tailles de navires. 
Depuis le premier janvier 2013, chaque plan de navire doit correspondre au niveau d'exigence relatif au type de navire construit. Ces exigences vont être progressivement augmentées tous les 5 ans, permettant d'encourager les innovations et le développement de nouvelles techniques, de la phase de design du navire à la consommation nécessaire à son exploitation. L'EEDI est non exhaustif, laissant toutes améliorations de systèmes envisageables et exploitables à bord. Tant que le niveau d’énergie utilisé est inférieur à la règlementation, les constructeurs sont libres d'utiliser les techniques et systèmes les plus économiques et écologiques.
L'EEDI est exprimé en gramme de dioxyde de carbone (CO2) utilisé pour parcourir une distance d'un mille nautique en fonction de son chargement (plus l'EEDI est petit, moins le navire consomme d'énergie pour être exploité).
La réduction du niveau d'émissions de CO2 (gramme de CO2 par tonne mille nautique) pour la première phase est de 10 % et sera accentuée tous les cinq ans afin de pousser les constructeurs à une amélioration constante des technologies utilisées. Cette réduction graduelle est établie jusqu'en 2025, et s’arrêtera lorsqu'une réduction d'au moins 30 % aura été faite sur tous les types de navires, par rapport aux consommations des navires construits entre 2000 et 2010.
L'EEDI a été développé pour encadrer l'aspect énergétique du monde de la marine marchande et tiendra prochainement compte des émissions de CO2 rejetées par les nouveaux navires appartenant aux catégories suivantes : pétroliers, vraquiers, porte-conteneurs, navires frigorifiques et navires de charge.
En 2014, MEPC a adopté différents amendements à la règlementation EEDI pour étendre sont niveau d'application aux navires suivants : méthaniers, rouliers, rouliers avec passagers ainsi que les navires à passagers utilisant un système de propulsion non conventionnel. 
Ces amendements se traduisent par le fait que 85 % des émissions de CO2 du transport maritime est soumis au régime international.

## Ship Energy Efficiency Management Plan (SEEMP)[7]and the Energy Efficiency Operational Indicator (EEOI)
Le SEEMP est une mesure qui permet la mise en place d’un certain mécanisme de règlementation ayant pour but d’optimiser l’énergie consommée par chaque navire marchand. Cette mesure permet ainsi aux compagnies d’améliorer et d’optimiser l’énergie consommée durant l'exploitation des navires. Ainsi une vision d’ensemble de toute la flotte en matière de performances est possible. Ce programme comprend notamment le Energy Efficiency Operational Indicator (EEOI) qui est un outil permettant la surveillance continue de l’énergie consommée pendant l’exploitation d’un navire.
L’élaboration du SEEMP permet, pour les nouveaux navires et ceux existants, de pousser les compagnies à équiper leurs navires des technologies les plus économes en énergies, ainsi que de les amener à utiliser le EEOI volontairement. Ce dernier permet notamment aux ingénieurs et mécaniciens à bord d’avoir un contrôle continu quant à l’efficacité énergétique des navires durant leur exploitation. Ainsi les éventuels effets apportés peuvent être observés, et influencer la planification de la traversée (voyage planning), la fréquence de nettoyage de l’hélice ou encore l’introduction de nouvelles technologies évitant la perte d’énergie calorifique jusqu’à une nouvelle forme de propulsion.
Le SEEMP force donc les armateurs et propriétaires de navires à favoriser l’installation de technologies écologiques, économiques et performantes sur l’ensemble de leurs navires.

## Modèle de formation pour l’optimisation énergétique des navires
L'Organisation maritime internationale, avec l’Université Maritime Mondiale (World Maritime University), ont développé le SEEMP afin de promouvoir l’utilisation de technologies économes en énergies à bord des navires de la marine marchande.
Le premier modèle de ce programme a été soumis au Marine Environment Protection Committee MEPC 62. Il apporte une base générale de prévoyance quant aux changements climatiques. L’OMI entreprend un programme annexe visant à renforcer l’utilisation de nouvelles technologies  à travers  une formation permettant notamment de mettre en avant l’utilisation des meilleurs pratiques dans tout le secteur industriel.
Cette formation aidera la mise en place de certains repères de base qui permettront d’évaluer et comparer chaque performance. Le but de ce programme est d’apporter une aide à la formation ainsi qu’aux formateurs, à savoir la création de nouvelles formations ou l’amélioration de formations existantes. La qualité et l’utilité de ces formations en seront donc renforcées.